# Horacio Gorleri
Horacio Carlos Gorleri (Ciudad de Santa Fe, 18 de diciembre de 1924 - Ciudad de Formosa, 24 de julio de 2009) fue un político, interventor de la provincia de Formosa entre 1975 y 1976.

## Biografía
Papucho Gorleri nació el 18 de diciembre de 1924 en la ciudad de Santa Fe. Fue hijo de una familia tradicional de la ciudad de Formosa. Tanto su padre como su abuelo se desempeñaron como intendentes del municipio de Formosa. Durante su larga trayectoria se desempeñó en la actividad privada como comerciante. Sin embargo, se identificó con el peronismo desde el 17 de octubre de 1945 cuando con un grupo de jóvenes inician una activa militancia en el movimiento nacional justicialista desde sus orígenes,  destacándose por su amistad, solidaridad y por ser un hombre de trabajo. Papucho, como fue conocido por todos, también fue dirigente social y deportivo, siendo el club de sus amores Chacra 8, del cual fue su presidente.
De perfil cuidadoso y reservado, se caracterizó por su carácter afable y muy dado a una vida social, donde en nuestra ciudad los jóvenes lo tenían como un referente de la persona correcta. Durante la época de la resistencia peronista fue un referente dentro de la rama política con fluidos contactos con la dirigencia regional y nacional, y en nuestra provincia especialmente con la dirigencia sindical. A fines del año 1975 fue designado interventor de la provincia de Formosa por decreto suscripto por la Sra. María Estela Martínez de Perón, cargo que desempeñó hasta el golpe de Estado del 24 de marzo de 1976. Acompañaron a su gestión el Sr. Julio Alberto Pereira como ministro de Gobierno y el Sr. Julio Gómez Alvarenga como secretario general de la Gobernación. Durante su desempeño se terminó de instrumentar el sistema nacional integrado de salud.

## Trayectoria política
Al recuperar la democracia el pueblo Argentino lo tuvo a Horacio Gorleri como activo dirigente en la reorganización del Partido Justicialista que se normalizó con las autoridades electas en la contienda interna del 17 de julio de 1983. En dicha ocasión los compañeros de la agrupación Perón y Evita (Lista Celeste y Blanca) lo postularon como precandidato a Gobernador de la Provincia, acompañándolo en la fórmula como precandidato a vicegobernador el médico peronista de la ciudad de Clorinda, Juan de Dios Cabral.
Horacio Gorleri honró al justicialismo integrando la lista de candidatos a convencionales constituyentes en la reforma constitucional del año 1994 y acompañó al actual Gobernador Dr. Gildo Insfrán en la Convención reformadora celebrada en la ciudad de Santa Fe en ese mismo año. 
También Don Horacio Gorleri con "verdadera actitud militante, supo asumir las altas responsabilidades que cumplió con lealtad y compromiso con la causa nacional y popular, así como su incansable lucha por todos los formoseños y sus indudables dotes personales, lo llevaron a ocupar importantes cargos".
Don Horacio Carlos "Papucho" Gorleri falleció el 24 de julio de 2009 a los 83 años de edad, siendo siempre una persona a la que los jóvenes dirigentes de distintos signos políticos consultaban permanentemente visitándolo en su casa de la calle San Martín y Maipú.
- Datos: Q6444688